# Acartus abyssinicus
Acartus abyssinicus là một loài bọ cánh cứng trong họ Cerambycidae.